# Preetz (Rügen)

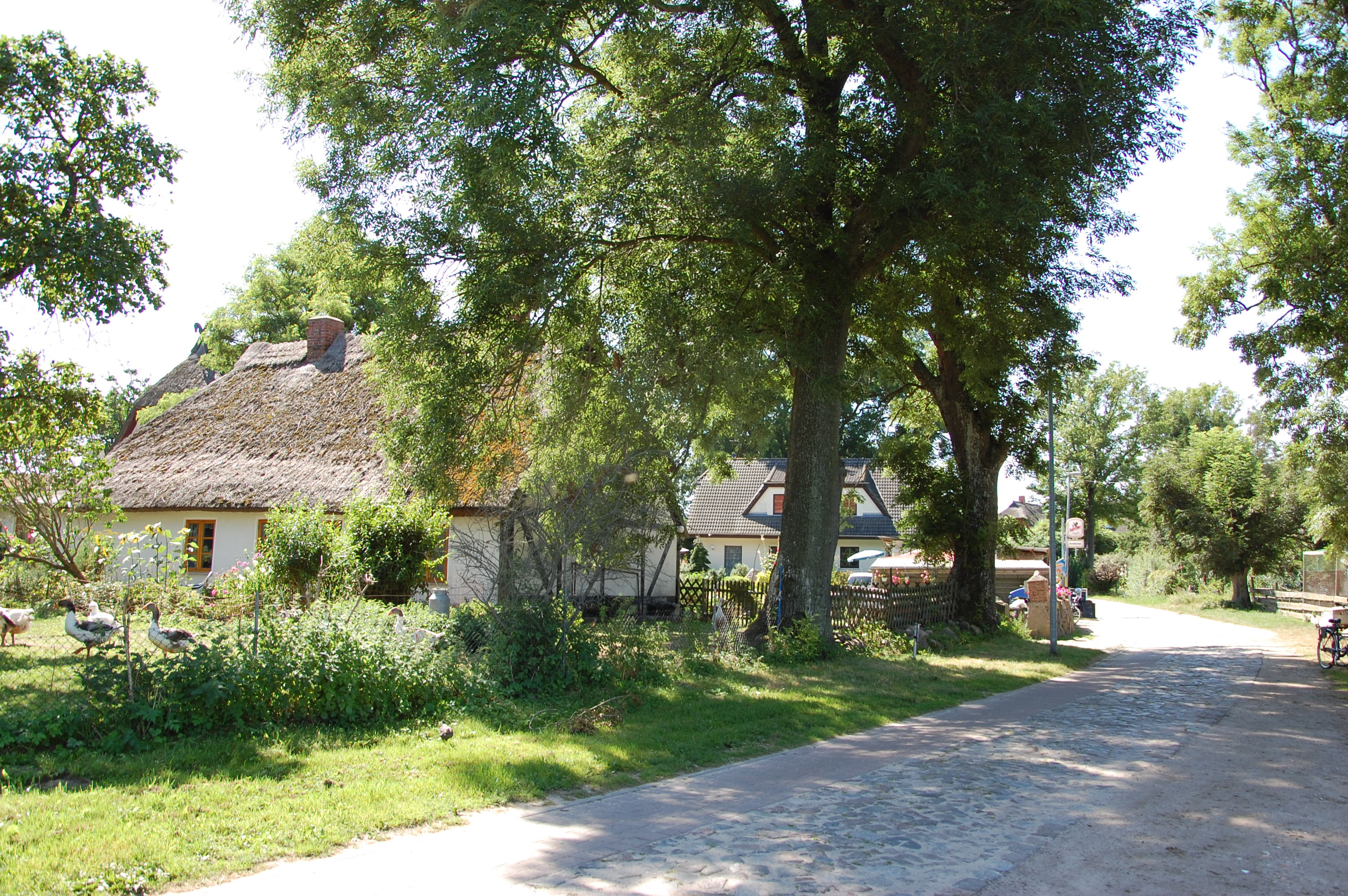
Straße durch Preetz, Blick von Osten

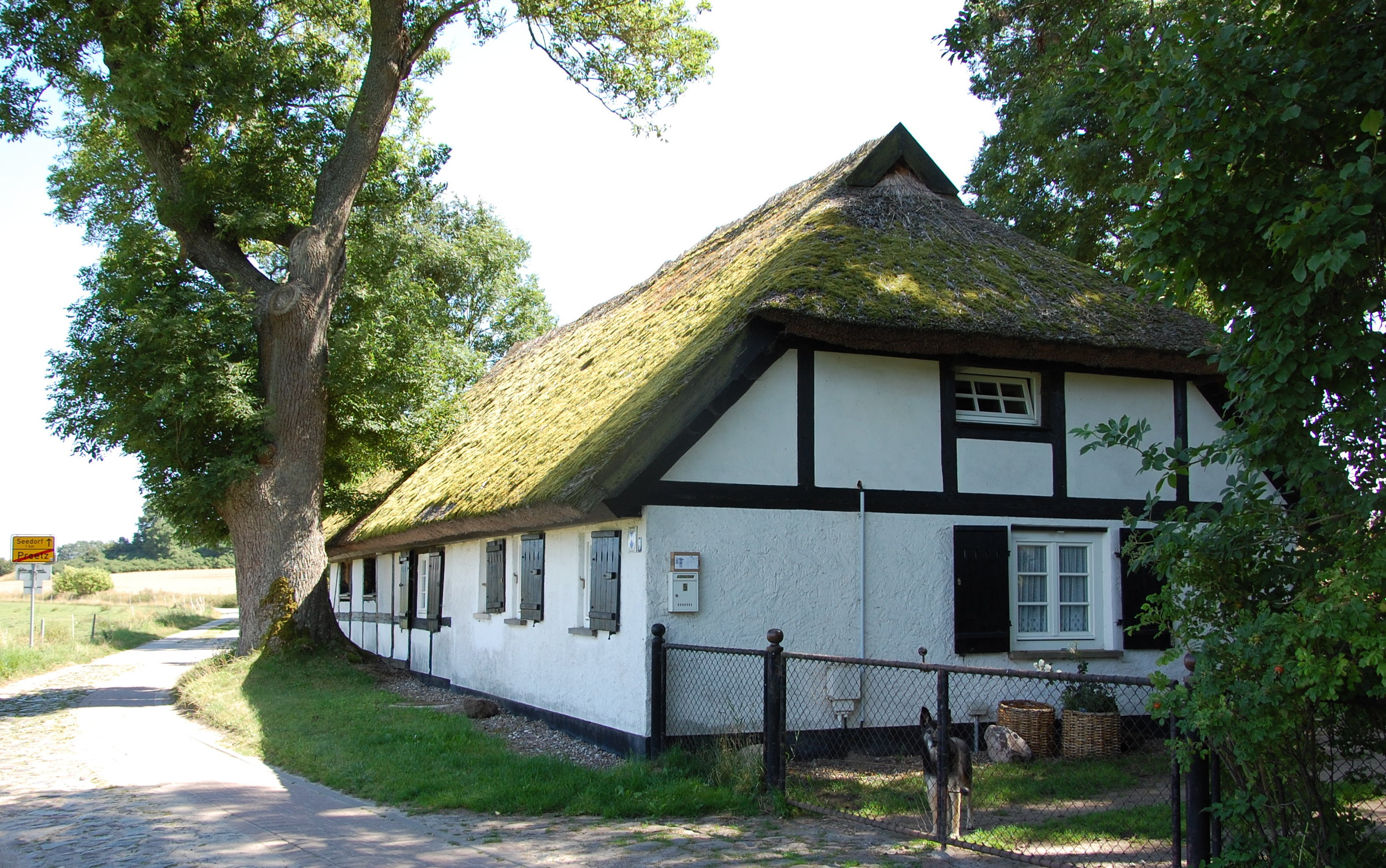
Haus Preetz 5

Preetz ist ein Ortsteil der Gemeinde Lancken-Granitz im Landkreis Vorpommern-Rügen in Mecklenburg-Vorpommern auf der Insel Rügen.
Preetz liegt südlich von Lancken-Granitz. Etwas westlich der Ortslage liegt der Ortsteil Burtevitz, nördlich Zarnekow. Von Burtevitz aus führt eine kleine untergeordnete Straße durch Preetz, die dann weiter nach Osten in Richtung Seedorf verläuft. Nach Seedorf selbst führt jedoch nur eine nur für Fußgänger und Radfahrer passierbare Brücke über die Lancker Bek, so dass Preetz verkehrlich abgelegen liegt.
Nordöstlich von Preetz liegt der Neuensiener See.

## Geschichte
Steinzeitliche Spuren hinterließen einst die ehemaligen Großsteingräber bei Preetz.
Der Name des Orts geht auf die slawische Bezeichnung Porece, die übertragen Ort am Bach, Fluss bedeuten soll. Preetz war ein kleines Sackgassendorf, dessen Grundriss sich jedoch heute verändert darstellt.
Im 14. Jahrhundert war eine Hälfte des Orts nach Stralsund verpfändet und gehörte später dem Stralsunder Heiliggeistkloster. Der andere Teil des Orts wurde im 15. Jahrhundert genutzt, um eine Vikarie an der Sankt-Andreas-Kirche in Lancken einzurichten. Während des 16. und 17. Jahrhunderts wurden dann das Haus Putbus und die Sundischen, gemeint die Stralsunder, als Besitzer des Orts genannt. Ende des 17. Jahrhunderts kam das Haus Putbus dann auch in den Besitz des Anteils des Stralsunder Heiliggeistklosters.
Vor der Eingemeindung nach Lancken-Granitz gehörte Preetz zur Gemeinde Seedorf.

## Bauwerke und Wirtschaft
Im örtlichen Denkmalverzeichnis sind das Wohnhaus Preetz Nummer 5 sowie die gepflasterte Straße des Dorfes als Denkmale eingetragen.
In Preetz befinden sich in kleinerem Umfang Betriebe des Gastronomie- und Beherbergungsgewerbes.